# Ivan Alexandrovič Kuskov

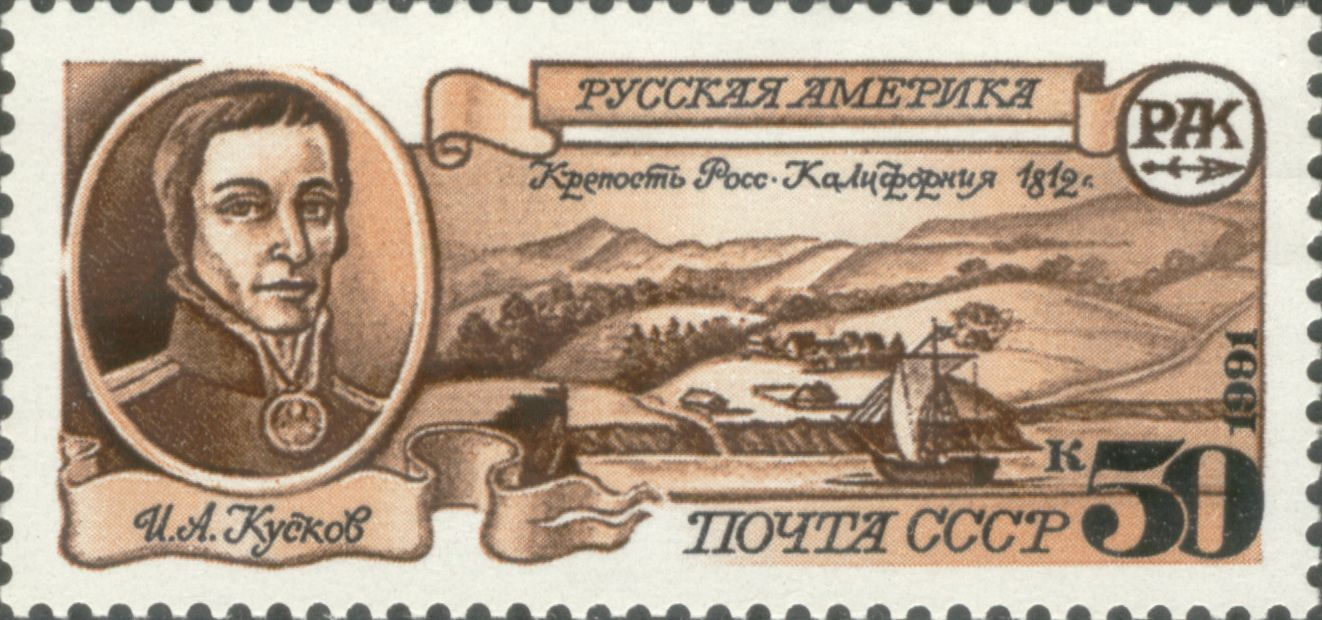
I. A. Kuskov na sovětské poštovní známce, rok 1991

Ivan Alexandrovič Kuskov (rusky Иван Александрович Кусков) (1765 Toťma – 1823 Toťma) byl ruský průzkumník a cestovatel na Aljašce a v Kalifornii, zároveň byl zakladatel a velitel pevnosti Fort Ross.

## Život

### Počátky
Kuskov se narodil měšťanské rodině v Toťmě, kde se brzy stal obchodníkem. Právě obchod ho dovedl v roce 1787 do Irkutsku, kde se seznámil s vlivným obchodníkem Alexandrem Andrejevičem Baranovem. Dne 20. května 1790 Kuskov podepsal s Baranovem smlouvu a vydal se na námořní výpravu k americkým břehům ve vlastnictví Šelechovovy Severovýchodní společnosti (která se v roce 1799 přeměnila v Rusko-americkou společnost).
Roku 1790 se Baranov stal správcem všech zámořských území Severovýchodní společnosti a Kuskov pod jeho vedením na těchto územích obchodoval a pomáhal s jejich připojení k Ruskému impériu. V obchodě i v úřadech se osvědčil a tak byl Baranovým zástupcem. Baranov mu svěřoval vedení nad osadami a získaným územím. Kuskov byl správcem v Kodiaku (v roce 1796 a pak v roce 1800) a v Novoarchangelsku (1806–1814). V pevnosti v Nučeku byl vedoucím (1798-1799) a spravoval ruské osídlení v Jakutatském zálivu (1802–1803).
Mezi roky 1808 a 1812 vedl pět expedic do Kalifornie, aby našel vhodné místo pro založení zemědělských osad, které by mohly v budoucnosti zásobovat čerstvou zeleninou a obilím Ruskou Ameriku.

### Fort Ross
13. srpna 1812 z pověření Baranova založil severně od Sanfranciského zálivu pevnost Fort Ross (rusky Форт-Росс), a byl jmenován i jejím prvním velitelem. Tuto pozici zastával až do roku 1821.
Osada měla zeleninové zahrady, rozvinul se zde chov dobytka a fungovala zde vlastní loděnice. Ivan Kuskov uzavřel dohodu s vůdci indiánských kmenů a došlo tak k zákonnému převodu ruského majetku v Kalifornii do vlastnictví Rusko-americké společnosti.
Za vlády Kuskova nastal v osadě zlatý věk. Kuskov se vyznačoval tvrdým charakterem a udržoval své podřízené i místní obyvatelstvo na uzdě. Postavil si dům se skleněnými okny, což v té době byl neslýchaný luxus. Oženil se s pravoslavnou indiánkou Jekatěrinou Prochorovnou, se kterou žil až do své smrti. Za své zásluhy při ruské kolonizaci Kalifornie získal v roce 1819 Řád sv. Vladimíra, ale až do své smrti si nenašel vhodný čas, aby si ho osobně od cara převzal.

### Závěr života
Když odstoupil Baranov z vedení Rusko-americké společnosti, rozhodl se také Ivan Kuskov v roce 1821 odejít do důchodu. Na jeho místo nastoupil Karl Schmidt. Od ledna do srpna 1822 žil Kuskov v Novoarchangelsku, pak se přes Ochotsk a Sibiř dostal koncem června 1823 do Petrohradu. V Petrohradu se projevilo jeho podlomené zdraví, nečekal tedy na uznání svých zásluh ani finanční vyrovnání s vedením Rusko-americké společnosti a již v červenci 1823 se vrátil do rodné Toťmi. Zde zjistil, že ačkoliv celou dobu řádně platil místní daně, byl zbaven domovského občanství. Zažádal si proto opět o práva občana Toťmi, ale než je stačil získat, v říjnu 1823 zemřel.
Byl pohřben na území Spaso-sumorinského kláštera, kterému v roce 1812 poslal velké finanční dary. Přesné místo není známo, na místě jeho údajného hrobu stojí obyčejný dřevěný kříž a kotva.

## Ocenění
- V roce 1804 získal medaili za zásluhy.[7]
- V roce 1806 mu byl udělen titul obchodní rada - v tu dobu v celém Rusku mělo tento titul pouze pět lidí.
- V roce 1819 získal Řád sv. Vladimíra - oficiálně mu nebyl nikdy předán.

## Památky
- V jeho toťmském domě je od roku 1990 zřízeno jeho muzeum.
- Nábřeží řeky Suchona v Toťmě je pojmenováno po Kuskovovi.
- V zrekonstruované pevnosti Fort Ross se nachází obnovená obytná budova, kde Kuskov žil a pracoval.